# ترابری در تبریز
شبکهٔ حمل و نقل تبریز، شامل «فرودگاه بین‌المللی»، «راه‌آهن»، «قطار شهری»، «سامانهٔ اتوبوسرانی تندرو» و «مونوریل».

## فرودگاه بین‌المللی شهید مدنی تبریز
فرودگاه بین‌المللی تبریز در سال ۱۳۲۹ خورشیدی و در زمان سلطنت محمدرضا شاه پهلوی تأسیس شد. این فرودگاه اکنون به عنوان یکی از چهار فرودگاه آسمان‌باز ایران، در حال ارائهٔ خدمات به‌پروازهای داخلی، خارجی و عبوری است. پروازهای تبریز-استانبول، تبریز-دبی، تبریز-دمشق، تبریز-مدینه و تبریز-جده ، تبریز-نجف،تبریز-هامبورگ و تبریز-بغداد و پروازهای داخلی به‌صورت هفتگی و روزانه از این فرودگاه به‌شهرهای تهران، مشهد، اصفهان، شیراز، اهواز، بندرعباس، جزیره کیش، ماهشهر، رشت و عسلویه انجام می‌پذیرد.
شرکت‌های هواپیمایی «ایران ایر»، «ایران ایرتور»، «هواپیمایی کاسپین»، «کیش ایر»، «ارم ایر»، «هواپیمایی آسمان»، «ماهان ایر»، «هواپیمایی ساها»، «هواپیمایی تابان»، «هواپیمایی نفت»، «تورکیش ایرلاین» و «سعودی ایرلاین» به‌این فرودگاه پرواز دارند.
این فرودگاه دارای ترمینال پروازهای داخلی، بین‌المللی و حج و تسهیلات گمرک، قرنطینه، رستوران، سالن غذاخوری و سالن سی‌آی‌پی برای میهمانان مخصوص می‌باشد. پایانهٔ جدید این فرودگاه در آبان ۱۳۸۶ به‌بهره‌برداری رسیده‌است و در این مکان، یک ساختمان مخصوص سرویس پذیرایی هواپیمایی ملی و ساختمان هواشناسی و موتورخانه وجود دارد.

## راه‌آهن بین المللی تبریز
کارهای ساختمانی راه‌آهن تبریز از سال ۱۲۹۱ در محور تبریز-جلفا و صوفیان-رازی (در مرز ترکیه) شروع و در سال ۱۲۹۵ محور تبریز-جلفا با ۱۴۹ کیلومتر مورد بهرهبرداری قرارگرفت. دومین خطی که پس از تکمیل راه‌آهن سراسری اقدام به‌ساخت آن گردید، خط تهران-تبریز بود که ساخت این خط روز هجدهم آبان‌ماه ۱۳۱۷ از تهران شروع و ۱۴ آبان ۱۳۲۱ ساختمان و ریل‌گذاری این خط تا میانه خاتمه یافت و بلافاصله بهره‌برداری از آن آغاز شد.
خطوط بین‌المللی راه‌آهن تبریز، خط تبریز-نخجوان و تبریز-استانبول می‌باشد. از خطوط داخلی راه‌آهن تبریز می‌توان به خطوط تبریز-تهران، تبریز-مشهد و تبریز-سلماس اشاره کرد.

## قطار شهری
عملیات اجرایی قطارشهری تبریز از سال ۱۳۸۰ آغاز شده‌است. مترو تبریز در پنج خط ساخته می‌شود که پس از خط‌ها نه گانه تهران و خط‌ها شش گانه کرج, بیش‌ترین شمار خط‌ها مترو در ایران را داراست. چهار خط این راه‌آهن داخلی و یک خط آن بیرون از حومه است. بر اساس برنامه‌ریزی انجام‌شده، خط ۱ به درازا ۱۸ کیلومتر از میدان ائل‌گلی تا کوی لاله و خط ۲ به دازا ۲۷ کیلومتر از دانشگاه آزاد اسلامی تا قراملک خواهد بود. خط خارج از حومه (مسیر پنجم) نیز به دارازا ۲۰ کیلومتر از شهر جدید سهند تا تبریز خواهد بود. پیش‌بینی می‌شود، قطارشهری تبریز، قادر به‌جابه‌جائی ۳۰٬۰۰۰ نفر به‌وسیله ۳۰ قطار در هر ساعت و در هر جهت از خط‌ها پنج‌گانه باشد.

## سامانه اتوبوس تندرو
سامانه اتوبوس تندرو، پس از تهران در تبریز به‌اجرا درآمده‌است. محدودهٔ تردد این سامانه در این شهر، از میدان بسیج در ورودی شرقی تبریز تا میدان راه‌آهن در غرب این شهر است که به‌طور کلی مسافتی حدود ۱۸ کیلومتر را شامل می‌شود. البته به‌دلیل عبور این سامانه از مرکز شهر که اغلب از ترافیک سنگینی برخوردار است، با تدبیر قوانینی، از ورود خودروها شخصی در محدوده مرکزی تبریز جلوگیری می‌شود و تنها اتوبوس‌ها می‌توانند از این مناطق عبور کنند. این کار، باعث علاقه مردم به‌استفاده از وسائل حمل و نقل عمومی در مرکز شهر و از سوی دیگر باعث نارضایتی ساکنین محله‌های واقع در مسیر شده‌است.
برای ایجاد راه ویژه اتوبوس‌های تندرو، خیابان امام خمینی (ره) حد فاصل میدان ساعت تا میدان جانبازان (فلکه دانشگاه) به صورت یک طرفه برای خودروها عادی درآمده است و باند برگشت توسط نرده‌ها فلزی جدا شده و به عنوان راه ویژه رفت و برگشت اتوبوس‌ها تندرو مورد استفاده قرار می‌گیرد.
کنون ۵۰ دستگاه اتوبوس تندرو در خطوط معین‌شده و در فاصله زمانی کم‌تر از پنج دقیقه، از ایستگاه‌ها اتوبوس می گذرند.

## مونوریل
عملیات اجرایی مونوریل در شهر تبریز آغاز شده‌است. مونوریل تبریز در محدودهٔ منطقهٔ مرکزی این شهر و در حدفاصل ارگ علی‌شاه تا بازار تبریز ساخته خواهد شد. این سامانه، ظرفیت جابه‌جایی ۴۰ نفر را دارد و هدف از راه‌اندازی آن، بازدید آسان گردشگران از مکان‌های تاریخی تبریز است.

## تراموا
سامانه تراموا تبریز از دو خط رفت‌وبرگشت به درازا ۱۵ کیلومتر ساخته شده که از بزرگراه آذربایجان (حدفاصل میدان آذربایجان و میدان جهاد) و بزرگراه آزادی (حدفاصل میدان جهاد و میدان آبرسان) می گذرد و به یوسف‌آباد منتهی خواهد شد.